# Plochingen
Plochingen est une ville allemande, traversée par le Neckar. C'est une ville située à proximité de Stuttgart, à une quinzaine de kilomètres au sud, dans le Bade-Wurtemberg. Plochingen est dans l'arrondissement d'Esslingen.

## Tourisme
Plochingen est située sur la route du vin du Wurtemberg. Il y a plusieurs monuments, notamment la maison Hundertwasserhaus.

### Hundertwasserhaus Plochingen
La maison Hundertwasserhaus connue aussi sous le nom de "Regenturm" (littéralement "tour de la pluie") se trouve à Plochingen, il s'agit un ensemble d'immeubles colorés, créés par Friedensreich Hundertwasser de 1992 à 1994, où à l'extérieur, les lignes droites n'existent pas. Ces habitations forment une place avec un grand nombre de végétaux, ce qui donne un effet multicolore.

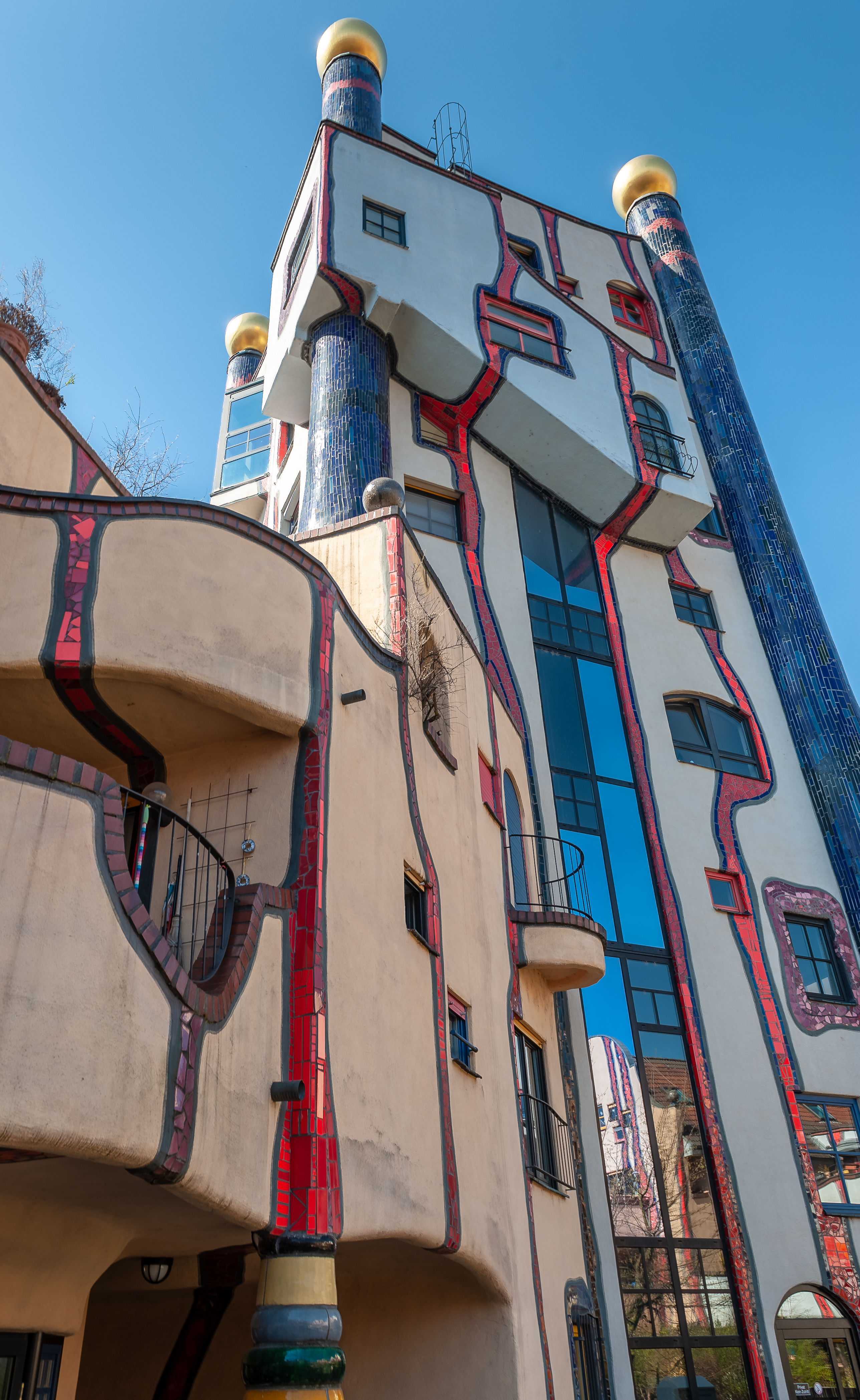
La tour d'Hundertwasserhaus

La tour d'Hundertwasserhaus, avec ses quatre boules dorées qui la couronnent, mesure 33 mètres de hauteur. On peut le voir à partir de l'autoroute et des lignes de train de et vers Stuttgart.

## Villes jumelées
Plochingen est jumelée aux villes suivantes :
- Landskrona (Suède) depuis 1971
- Zwettl (Autriche) depuis 1993
- Oroszlány (Hongrie) depuis 2010
- Saint-Aubin-du-Cormier (France) depuis 2025

## Économie
Le port du Neckar de Plochingen voit la circulation d'environ 1 400 000 tonnes de marchandises par an transiter par ce port.
Le vin est de nouveau cultivé à Plochingen.

### Les entreprises résidant à Plochingen
- La centrale allemande de Decathlon
- CeramTech (entreprise de céramique technique)
- Robert Bosch GmbH (technique de vérification d'automobiles)

## Transports
La ville possède une gare qui la relie à la gare centrale de Stuttgart par les lignes IRE 1 et RE 1.